# Christian Estèbe
Pour les articles homonymes, voir Estèbe.
Christian Estèbe, né le 11 juillet 1953 à Montpellier et mort le 15 août 2024 à Marseille, est un romancier français. Il a été successivement représentant pour des maisons d'édition, bibliothécaire et libraire. Il commence son œuvre romanesque en 1982, à 29 ans, et sera consacré par différents prix à partir de 2012.Il a aussi été animateur de revues littéraires d'Audience mobile à La Termitière.
À cinquante-neuf ans, marqué par la mort de sa mère, il décide d'écrire sur leur relation dans La gardienne du château de sable, qui remporte deux prix littéraires.